# Hermann Greß
Hermann Greß (* 16. Dezember 1954 in Würzburg) ist ein ehemaliger deutscher Ruderer.

## Sportliche Karriere
Der 1,93 Meter große Hermann Greß erruderte 1976 beim Match des Seniors, einem Vorläuferwettbewerb der U23-Weltmeisterschaften, die Silbermedaille im Vierer ohne Steuermann. Im Jahr darauf wurde er bei den Weltmeisterschaften 1977 in Amsterdam Neunter im Zweier mit Steuermann zusammen mit Dieter Göpfert und Steuermann Rudolf Ziegler. 1978 wurde der Zweier in gleicher Besetzung Vierter bei den Weltmeisterschaften in Neuseeland. 1979 bei den Weltmeisterschaften in Bled trat Greß im Doppelzweier mit Michael Gentsch an und wurde Sechster. Wegen des Olympiaboykotts durfte Greß 1980 nicht an den Olympischen Spielen in Moskau teilnehmen.
Bei den Weltmeisterschaften 1981 in München und 1982 in Luzern war Greß Mitglied des Deutschland-Achters und wurde jeweils Fünfter. 1984 bei den Olympischen Spielen in Los Angeles traten Hermann Greß, Dieter Göpfert und Rudolf Ziegler wieder zusammen im Zweier mit Steuermann an. Nach einem dritten Platz im Vorlauf und einem zweiten Platz im Hoffnungslauf wurden die drei Würzburger Sechste im Endlauf.
Greß ruderte für die Würzburger Rudergesellschaft Bayern von 1905. Er gewann insgesamt zehn deutsche Meistertitel in vier verschiedenen Bootsklassen. 1978, 1980, 1981 und 1982 siegte er in Renngemeinschaften mit dem Achter. 1979 erruderte er den Titel im Doppelzweier mit Michael Gentsch. 1980 gewann er einen Titel im Vierer mit Steuermann zusammen mit Frank Schütze, Wolfram Thiem, Wolf-Dietrich Oschlies und Steuermann Manfred Klein. Vier Titel wie im Achter erruderte Greß auch im Zweier mit Steuermann. 1980 zusammen mit Wolf-Dietrich Oschlies und Manfred Klein, 1984 mit Göpfert und Ziegler, 1987 mit Göpfert und Tobias Müller sowie 1988 mit Göpfert und Bernhard Hartung
Hermann Greß arbeitete als Masseur beim SV Würzburg 05, wo er sich um die Schwimmer und Wasserballspieler kümmerte.